# Immekeppel
Immekeppel ist ein Stadtteil Overaths im Rheinisch-Bergischen Kreis im Süden Nordrhein-Westfalens. Er liegt im Sülztal.

## Geschichte

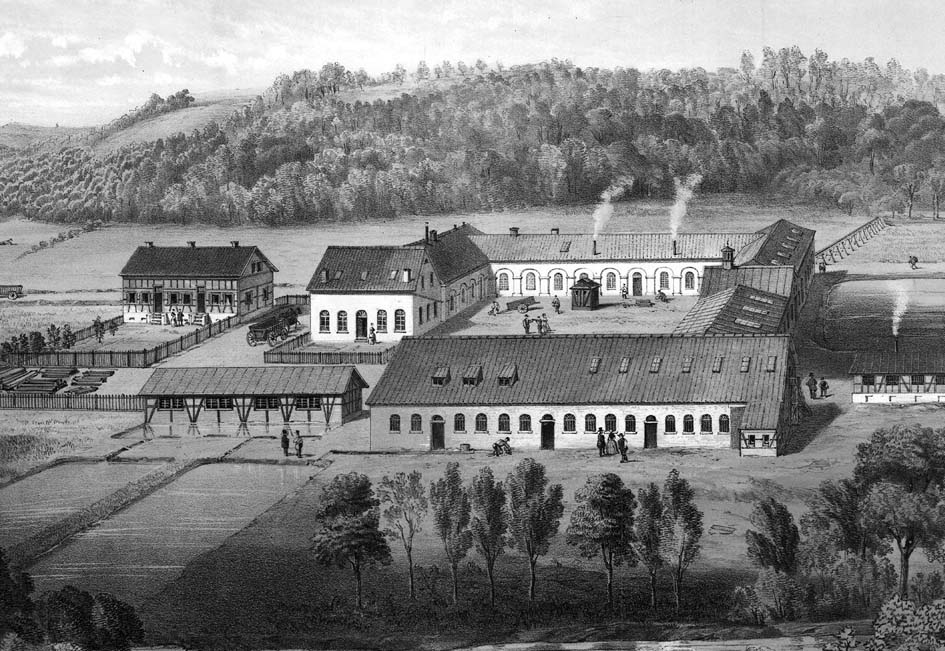
Lithografie 1885: Aufbereitung Immekeppel

Urkundlich erwähnt wurde Immekeppel erstmals 1166 als Sulsen. Der Ort wurde aus unbekannten Gründen umbenannt, erstmals 1309 ist der neue Name Ymmin kappelin beurkundet.
Bei der Gründung des Prämonstratenserinnenklosters Meer bei Büderich übertrug die Gräfin Hildegund von Meer u. a. das von ihrem Vater Graf Hermann von Liedberg ererbte Hofgut Sulsen dem Kloster als Eigentum. Damit war neben Achera auch Sulsen Bestandteil einer geistlichen Grundherrschaft geworden. Sulsen gehörte ursprünglich zu dem Rodungsgebiet der Herren von Meer, das von Refrath bis zur Sülz reichte. Entscheidend für die spätere Zugehörigkeit Immekeppels war der fortschreitende Landesausbau der Bergischen Grafen, die Vogteirechte der Kölner Erzbischöfe und Stifte, der Klöster Deutz und Siegburg. Immekeppel zählte damit im Herzogtum Berg verwaltungsmäßig und gerichtlich zum Amt Bensberg bzw. Porz, während Overath zum Amt Steinbach gehörte. Immekeppel unterstand dem Botenamt Herkenrath und gliederte sich in die drei Honschaften Immekeppel, Altenbrück und Külheim.
Die Topographia Ducatus Montani des Erich Philipp Ploennies, Blatt Amt Portz, zeigt das Kirchdorf unter den Namen Immekepel. Carl Friedrich von Wiebeking benennt den auf seiner Charte des Herzogthums Berg 1789 als Imekeppel. Aus ihr geht hervor, dass der Ort zu dieser Zeit Titularort des Kirchspiels Immekeppel war.
Der Ort ist auf der Topographischen Aufnahme der Rheinlande von 1817 als Immekeppel verzeichnet, ebenso auf der Preußischen Uraufnahme von 1845. Ab der Preußischen Neuaufnahme von 1892 ist der Ort auf Messtischblättern regelmäßig als Immekeppel verzeichnet.
1822 lebten zusammen 73 Menschen im als Dorf, Hof und Mühle kategorisierten Ort, der nach dem Zusammenbruch der napoleonischen Administration und deren Ablösung zur Bürgermeisterei Bensberg im Kreis Mülheim am Rhein gehörte. Für das Jahr 1830 werden für Immekeppel eine Pfarrkirche und 69 Einwohner angegeben. Der 1845 laut der Uebersicht des Regierungs-Bezirks Cöln als Kirchdorf, Hof und Mühle kategorisierte Ort besaß zu dieser Zeit fünf Wohngebäude mit 58 Einwohnern, davon 51 katholischen und sieben evangelischen Bekenntnisses.
Die Gemeinde- und Gutbezirksstatistik der Rheinprovinz führt Immekeppel 1871 mit 21 Wohnhäusern und 216 Einwohnern auf. Im Gemeindelexikon für die Provinz Rheinland von 1888 werden 27 Wohnhäuser mit 185 Einwohnern angegeben. 1895 besitzt der Ort 30 Wohnhäuser mit 210 Einwohnern und war weiterhin konfessionell das Kirchdorf des gleichnamigen katholischen Kirchspiels, 1905 werden 35  Wohnhäuser und 288 Einwohner angegeben.
Vor 1975 gehörte der Ort zur ehemals selbständigen Stadt Bensberg. Im Zuge der kommunalen Neugliederung wurde der Ort gemäß § 10 Köln-Gesetz zum 1. Januar 1975 Teil der Stadt (damals Gemeinde) Overath.

## Bergbau
Bereits im Hochmittelalter schürfte man in der gesamten Umgebung von Immekeppel nach Blei für den Bau des Kölner Doms und des Altenberger Doms. Verbrieft ist der Bergbau seit der Mitte des 19. Jahrhunderts besonders für die Gruben Apfel und Columbus, deren ergiebige Zink- und Bleierze in der Aufbereitungsanlage der heute noch so genannten Immekeppeler Hütte ausgewaschen wurden. Zeitweise kamen die Erze der Grube Lüderich dazu. Bis 1897 hatte die AG des Altenbergs hier ihren Sitz.

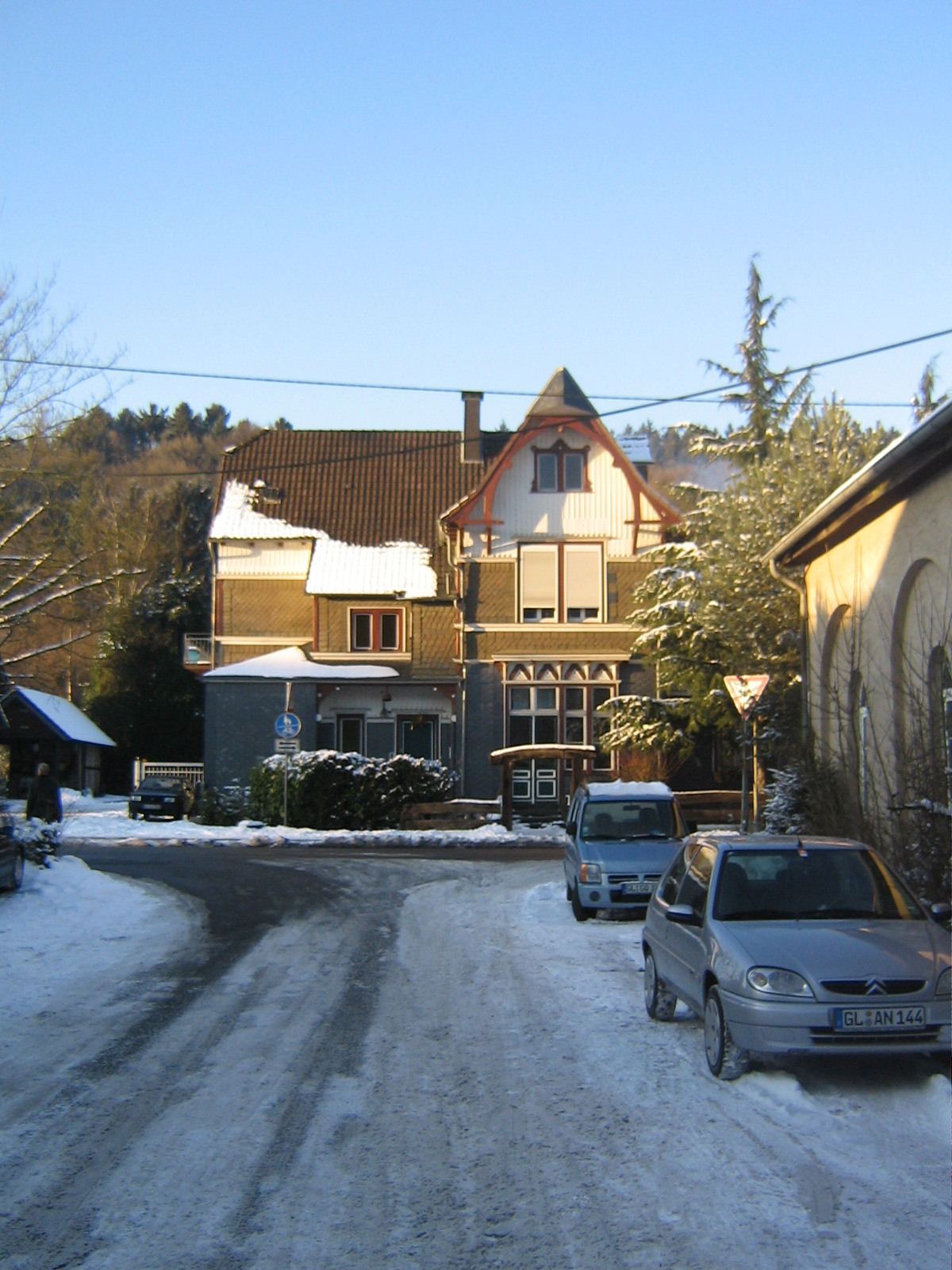
Immekeppel Bahnhof 2010

## Verkehr
Bis zur Stilllegung 1966 hatte Immekeppel den Bahnhof Immekeppel an der Bahnstrecke Köln–Lindlar. Im Volksmund nannte man die Bahn damals auch Sülztalbahn oder et Lindlarer Jrietchen, und die Bahnpostfahrer sprachen von der Strecke Immekeppel–New York.
Immekeppel hat zusammen mit Untereschbach einen Anschluss an die Bundesautobahn 4 Köln–Olpe.

## Persönlichkeiten, die in Immekeppel gewirkt haben
- Aegidius Müller (1830–1898) war ein römisch-katholischer Theologe und Historiker.

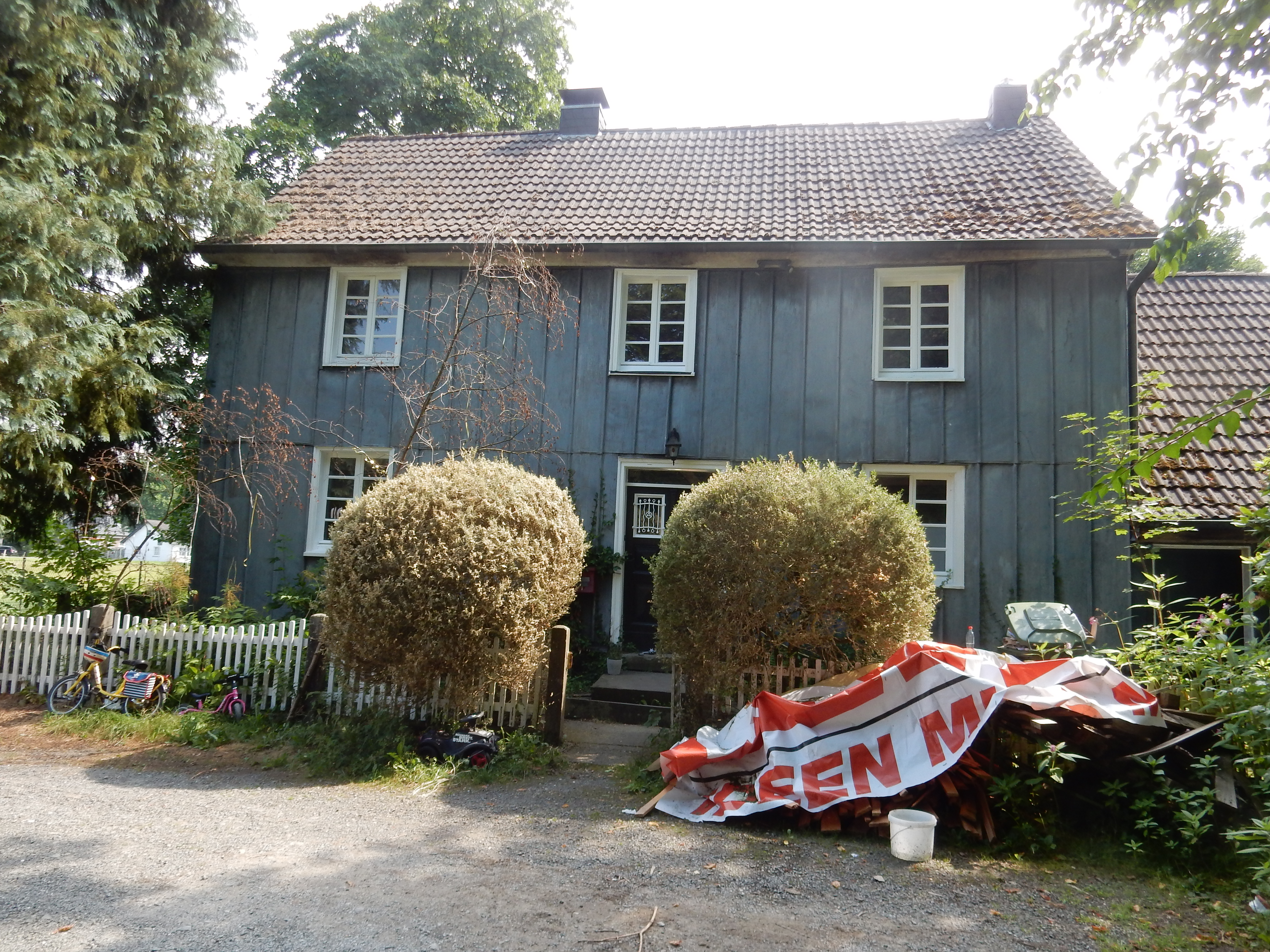
Haus Siebenmorgen

- Heinrich Römer (1859–1931) war ein in Immekeppel geborener und aufgewachsener Obersteiger und Grubenbeamter.
- Albert Siebenmorgen (1894–1978) war ein deutscher Fotograf, Maler, Heimatforscher und Lehrer.